# Індійський добровольчий легіон СС «Вільна Індія»
Індійський добровольчий легіон СС «Вільна Індія» (нім. Indische Freiwilligen Legion der Waffen-SS) — військове формування Вермахту, надалі військ СС, сформоване з добровольців-уродженців Британської Індії за часів Другої світової війни. Понад 70 відсотків солдат дивізії були мусульманами — вихідцями з нинішнього Пакистану, Бангладеш, а також з мусульманських общин західної і північно-західної Індії.

## Райони бойових дій
- Німеччина (серпень 1942 — квітень 1943);
- Нідерланди (квітень — вересень 1943);
- Франція (вересень 1943 — серпень 1944);
- Німеччина (серпень 1944 — травень 1945).

## Командування

### Командири
- оберфюрер СС Гайнц Бертлінг (нім. Heinz Bertling) (5 грудня 1944 — 11 лютого 1945).

## Відео
- Indische Freiwilligen Legion der Waffen SS [Архівовано 26 квітня 2014 у Wayback Machine.]
- Heer «Friese Indien Legion» -Indische Freiwilligen Legion der Waffen SS‎ [Архівовано 25 лютого 2018 у Wayback Machine.]
- A TRIBUTE FOR THE WEHRMACHT INDISCHE LEGION & FOR THE WAFFEN-SS INDISCHE FREIWILLEN
- DIE WAFFEN-SS INDISCHE LEGION/ THE WEAPONS-SS INDIAN LEGION [Архівовано 24 квітня 2021 у Wayback Machine.]